# Maják Sorgu
Maják Sorgu (estonsky: Sorgu tuletorn) stojí na ostrově Sorgu v obci Tõstamaa v kraji Pärnumaa v Baltském moři v Estonsku. Je ve správě Estonského úřadu námořní dopravy (Veeteede Amet, EVA), kde je veden pod registračním číslem 860.
Maják naviguje lodi v severní části Rižského zálivu.

## Historie
Maják postavený v letech 1903–1904 nahradil starou dřevěnou věž z roku 1864. Za autora stavby je považován vojenský inženýr Alexandr Yaron. Maják byl pravděpodobně postaven z nekvalitních cihel, poškozován povětrnostními vlivy a nedostatečnou péčí. V roce 1927 prošel opravou a po druhé světové válce znovu. Snaha narušené cihlové zdivo pokrýt vrstvou betonu negativně ovlivnila architektonický vzhled stavby a fasádu ještě více degradovala. V roce 2002 byl maják zrekonstruován.
Maják používal petrolejové lampy.
Dochoval se u něj obytný dům, sklep, skladiště na petrolej a sauna.
V roce 2004 byla k stému výročí existence majáku vydána estonská poštovní známka.

## Popis
Válcová cihlová věž vysoká 16 metrů je ukončena ochozem a lucernou vysokou 1,8 m. Maják po obvodu zdobilo šest pilastrů. V roce 2008 byly instalovány LED lampy. Maják je v chatrném stavu.

## Data
zdroj
- výška světla 19 m n. m.
- dva záblesky bílého a červeného světla ve výsečích v intervalu 9 sekund

| Barva                      | bílá      | červená   | Zdroj |
| Charakteristika 1+1+1+6=9s |           |           | [ 3 ] |
| Azimut                     | 101°–342° | 342°–101° | [ 3 ] |
| Výseč                      | 241°      | 119°      | [ 3 ] |
| Dosvit [nm]                | 7         | 7         | [ 3 ] |
| Svítivost (cd)             | 700       | 650       |       |

označení
- Admiralty: C3602
- ARLHS: EST-050
- NGA: 12508
- EVA 860